# Phaenicophaeus sumatranus
El malcoha ventrirrufo (Phaenicophaeus sumatranus) es una especie de ave cuculiforme de la familia Cuculidae que vive en el Sudeste Asiático.

## Distribución y hábitat
Se encuentra en las selvas y manglares de Indonesia, Malasia, sur de Birmania y Tailandia, Brunéi y Singapur.